# Fayza Lamari
Pour les articles homonymes, voir Lamari.
Fayza Lamari, née le 17 septembre 1974 à Bondy, est une handballeuse puis femme d'affaires franco-algérienne.
Elle est la conseillère de plusieurs footballeurs professionnels, dont ses fils Kylian et Ethan Mbappé, et la présidente de la holding Interconnected Venture, qui détient notamment depuis 2024 le Stade Malherbe Caen.

## Biographie

### Enfance et éducation
Née à Bondy de parents algériens, Mohand Saïd Lamari et Saliha Aït-Abbas, des Kabyles originaires d'Amizour (wilaya de Béjaïa, petite Kabylie),,, Fayza Lamari est handballeuse de 1990 jusqu'en 2001 à l'AS Bondy qui évolue quelques saisons en division 1,. Après des études de Sciences de l'éducation, elle travaille comme animatrice de centre de loisirs.

### Représentation de joueurs
Fayza Lamari joue un rôle important dans la gestion de la carrière de son fils Kylian Mbappé dès ses débuts, son conjoint Wilfrid Mbappé se focalisant quant à lui sur l'aspect sportif. Lorsque Kylian, à 15 ans, signe à Monaco, Fayza quitte ses fonctions d'animatrice pour devenir sa conseillère, pour l'aspect financier, les droits à l’image et la communication.
Elle préside directement ou indirectement plusieurs sociétés créées par Kylian Mbappé et dont l'objet recouvre l’exploitation de l'image de sportifs de haut niveau, le conseil en communication et la conception et la réalisation de campagnes publicitaires, notamment KEWJF, créée en 2017 et renommée Interconnected Venture fin 2023, puis Saziley Communication, créée en 2022, ainsi que la filiale française de la société de production audiovisuelle Zebra Valley lancée par Kylian en partenariat avec l'agence hollywoodienne WME Sports en 2022. Elle est aussi la gérante de la société civile immobilière familiale Ohzora (2020).
Elle gère l'association « Inspired by Kylian Mbappé » créée en 2020 par Kylian Mbappé pour aider des jeunes, de 13 à 21 ans, à accomplir leur rêve professionnel tant dans la culture que le sport ou l'éducation. En contrepartie de son engagement, elle dit avoir convaincu son fils de reverser à l'association 30% des bénéfices de ses sociétés.
En 2022, elle joue un rôle essentiel dans les négociations de Kylian Mbappé avec le Real Madrid et le PSG, qui aboutissent à sa prolongation avec ce dernier, bien qu'elle souhaitait qu'il parte. Elle crée en juin une agence de conseil et d'accompagnement, FLA, pour représenter les intérêts de footballeurs, à commencer par ses fils Kylian et Ethan, ce qui la fait considérer comme « l’une des personnes les plus puissantes du football », milieu dont il est dit qu'« elle a tout compris ». Elle envisage de représenter aussi d'autres joueurs, au grand dam d'agents concurrents.
Pendant l'été 2024, la société qu'elle dirige, Interconnected Venture, rachète le Stade Malherbe Caen, club de football de Ligue 2, au fonds d'investissement américain Oaktree Capital Management. À l'issue de leur première saison à la tête du club, l'équipe première termine à la dernière place et se trouve reléguée en championnat National.

## Vie privée
Elle a vécu avec Wilfrid Mbappé, franco-camerounais, entraîneur de football à l'AS Bondy. Pacsés en 2016, ils se sont séparés en 2022. Leurs deux enfants, Kylian et Ethan, sont footballeurs professionnels, comme Jirès Kembo Ekoko, dont Wilfrid est le tuteur légal et qu'ils considèrent comme leur fils.